# بيل فيدال
بيل فيدال (بالإنجليزية: Bill Vidal)‏ هو سياسي أمريكي، ولد في 19 يوليو 1951 في كاماغواي في كوبا. حزبياً، نشط في الحزب الديمقراطي.